# 欽普利亞山
14°26′37″S 70°57′44″W / 14.44361°S 70.96222°W

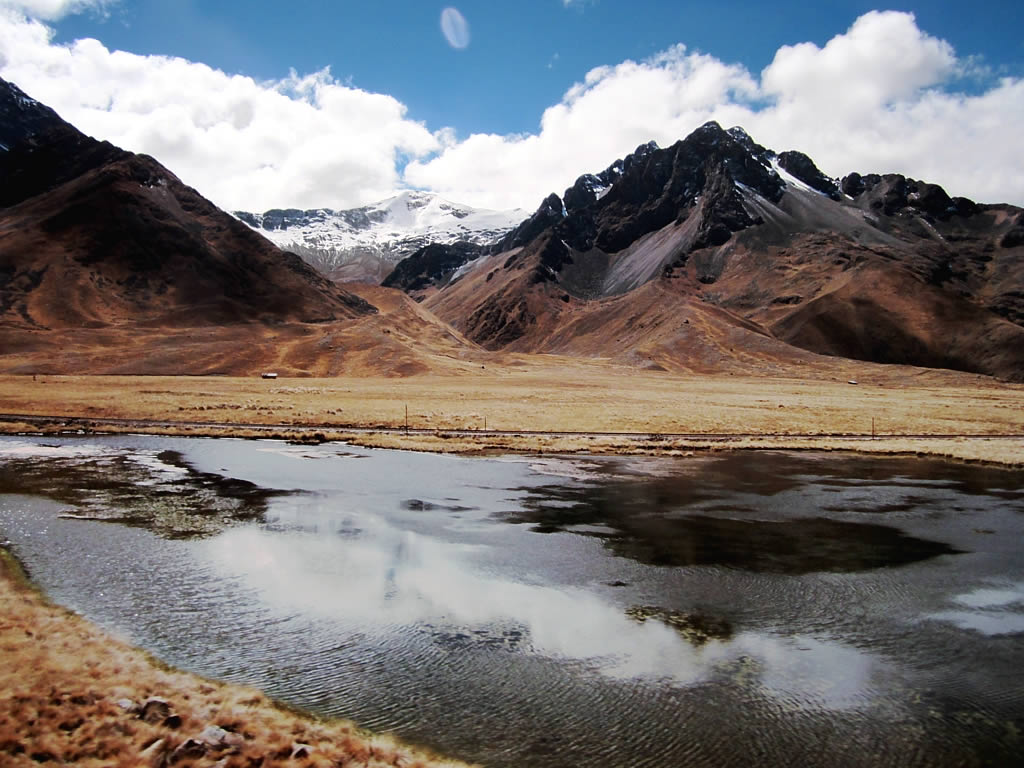

欽普利亞山（西班牙語：Chimboya），是秘魯的山峰，位於該國南部庫斯科大區的卡納斯省和普諾大區的梅爾加省，屬於安第斯山脈中拉亞山脈的一部分，海拔高度5,489米。

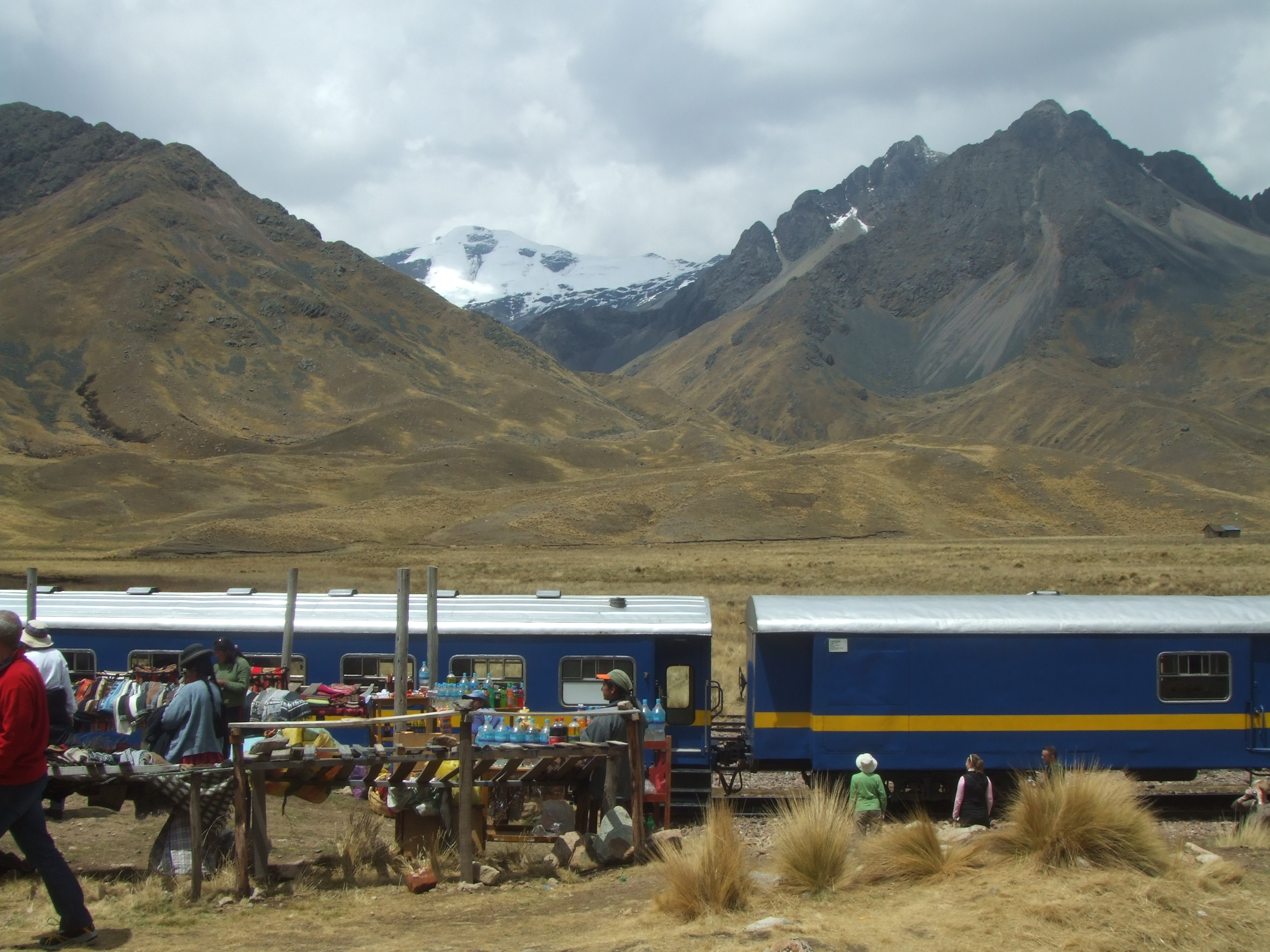